# Qilakitsoq
Qilakitsoq – dawna osada inuicka i stanowisko archeologiczne na zachodnim wybrzeżu Grenlandii. Znajduje się na półwyspie Nuussuaq, w gminie Qaasuitsup, w odległości około 450 km na północ od koła podbiegunowego.

## Historia
W październiku 1972 dwaj myśliwi, bracia Hans i Jokum Gronvold, znaleźli dobrze zachowane, naturalnie zmumifikowane w warunkach arktycznych szczątki ludzkie. Były to mumie sześciu kobiet i dwojga dzieci pochowane w dwóch grobach. Obecnie niektóre mumie są wystawione w Muzeum Narodowym Grenlandii w Nuuk.

## Charakterystyka mumii

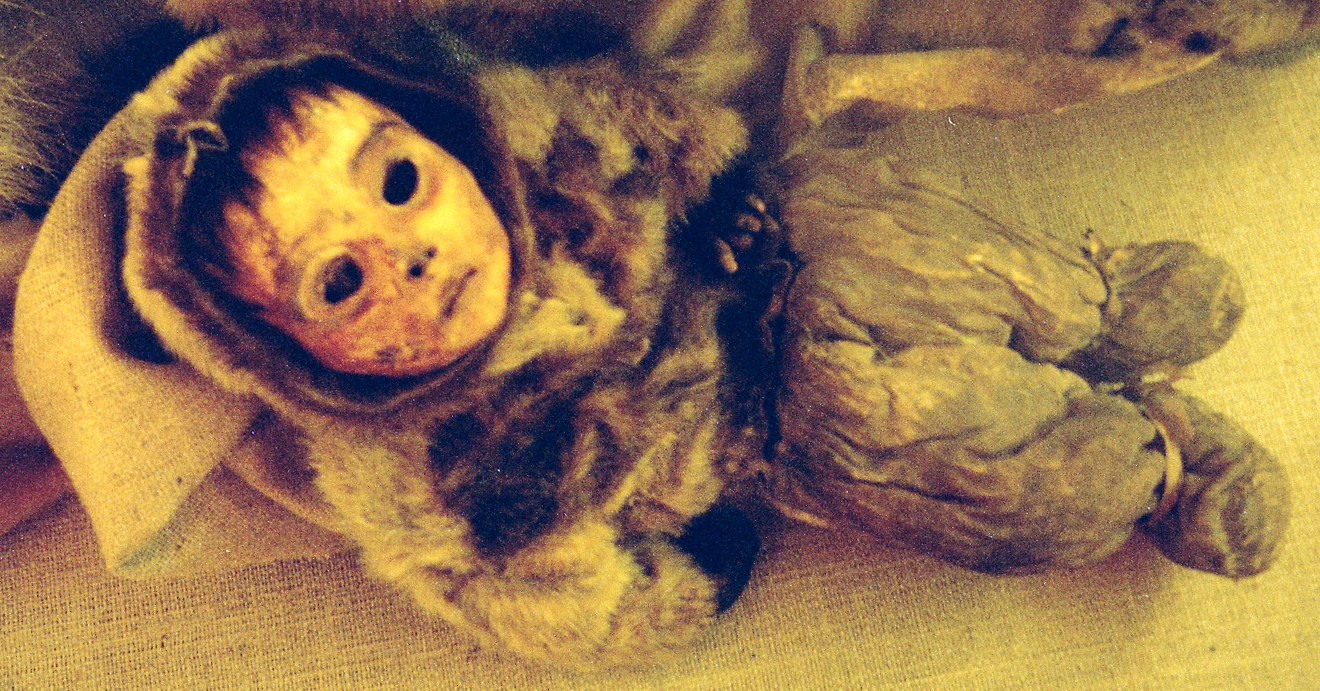
Szczątki dziecka odkryte w Qilakitsoq

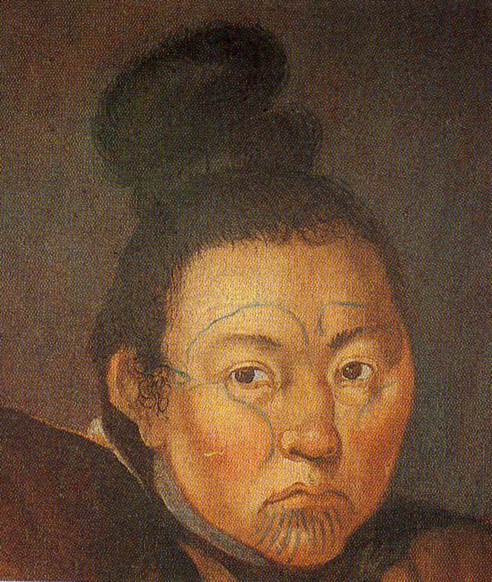
Inuitka z 1654 r.

Mumie mogą liczyć ponad 500 lat. Ich wiek jest datowany na ok. 1475 rok (z tolerancją błędu ±50 lat). W pierwszym grobie znaleziono szczątki trzech kobiet oraz dwojga dzieci płci męskiej, z których jedno mogło być w wieku ok. 6 miesięcy, natomiast drugie było nieco starsze. W drugim grobie znajdowały się kolejne 3 kobiety. Zdjęcia wykonane w podczerwieni wykazały, że pięć z sześciu kobiet miało wytatuowane na twarzach linie, świadczące o ich pochodzeniu plemiennym. Mumie były ubrane w ubrania m.in. ze skór fok, karibu oraz kaczek somaterii.

## Przyczyna śmierci
Przyczyna śmierci tylu osób w jednym czasie nie została dokładnie rozpoznana. Przypuszcza się, że starsze dziecko cierpiało na zespół Downa lub – według innych źródeł – na chorobę Perthesa, oraz że jedna z kobiet miała prawdopodobnie  guza mózgu, który mógł być przyczyną jej śmierci. Przypuszcza się także, że młodsze dziecko ze względów kulturowych lub religijnych mogło zostać uduszone lub pochowane żywcem wraz z matką.